# Stan Hansen
John Stanley Hansen (* 29. August 1949 in Knox City, Texas) ist ein früherer US-amerikanischer Wrestler, der insbesondere in Japan einen Legendenstatus genießt.

## Karriere

### Sportlicher Hintergrund
Hansen wuchs in Borger, Texas auf. In seiner Zeit an der West Texas A&M University spielte er im dortigen American-Football-Team. Später hatte er auch ein Tryout bei den Detroit Wheelers, einem Team der kurzlebigen World Football League. Stattdessen entschied er sich allerdings für eine Wrestlingkarriere und debütierte am 1. Januar 1973 in Amarillo.

### Anfänge im Wrestling
Bereits zwei Jahre darauf wurde Antonio Inoki auf Hansen aufmerksam und verpflichtete ihn für seine New-Japan-Pro-Wrestling-Shows, wo er gemeinsam mit Riki Choshu als The Lariat Combo antrat. Der Ruhm von Hansen Lariat wurde weiter gemehrt, als sich Bruno Sammartino bei einem Auftritt Hansens für die WWWF (die heutige WWE) am 26. April 1976 eine Nackenverletzung zuzog, die allerdings in Wirklichkeit durch einen verunglückten Bodyslam herrührte. Nachdem Sammartino zwei Monate verletzt ausgefallen war, zog der Rückkampf 30.000 Zuschauer an.

### Weitere Karriere
In den folgenden Jahren war Hansen viel in Georgia tätig, wo er erstmals in seiner Karriere als Publikumsliebling auftrat, aber auch in Japan, wo er am 5. April 1980 Antonio Inoki um den NWF-Weltmeistertitel besiegen durfte, den Inoki zu diesem Zeitpunkt fast fünf Jahre durchgehend gehalten hatte.
Trotz der Erfolge, die er bei New Japan Pro-Wrestling feiern konnte, wechselte er 1981 überraschend zum Konkurrenzen All Japan Pro Wrestling, wo er sich sogleich eine Fehde mit dem Aushängeschild Giant Baba liefern durfte. Am 8. September 1983 besiegte er diesen schließlich um den „AJPW/PWF Heavyweight Title“, wodurch er der einzige Wrestler war, der beide japanische Legenden in Titelkämpfen besiegen durfte.
Auch wenn Hansen auch weiterhin in den USA antrat, so war seine wrestlerische Heimat eindeutig Japan. Dies zeigte sich beispielsweise, als er sich weigerte, den AWA Heavyweight Title an Nick Bockwinkel zu verlieren, da Baba die nächste All Japan-Tournee mit Hansen als Champion beworben hatte.
In Japan setzte Hansen an der Seite von Bruiser Brody Meilensteine in der Rolle den hünenhaften und rücksichtslosen amerikanischen Heels. Eine Rolle mit denen später auch Leute wie Leon White (als Big van Vader), Scott Norton, Steve Williams oder Terry Gordy Erfolge feiern konnten. Mit letzterem gewann Hansen 1988 die Real World Tag League. Ein Erfolg, den er auch mit Brody, Ted DiBiase und Genichiro Tenryu feiern durfte.
In der Blütezeit von All Japan, als dort nach Meinung vieler Wrestlingkenner das beste Wrestling überhaupt geboten wurde, war Hansen weit vorne dabei und lieferte sich Ringschlachten mit Jumbo Tsuruta. Im Jahr 2000 beendete er seine aktive Karriere, trat aber in anderen Rollen weiterhin für All Japan auf.

## Titel und Erfolge
- All Japan Pro Wrestling

4* AJPW Triple Crown Heavyweight Championship
8* AJPW Unified World Tag Team Championship mit Terry Gordy (2), Genichiro Tenryu (3), Dan Spivey (1), Ted DiBiase (1), Gary Albright (1),
1* NWA International Heavyweight Championship
1* NWA International Tag Team Championship
1* NWA United National Championship
4* PWF World Heavyweight Championship
4* PWF World Tag Team Championship
- Mid-Atlantic Championship Wrestling / World Championship Wrestling

1* NWA United States Championship
1* NWA World Tag Team Championship (Mid-Atlantic version) (mit Ole Anderson)

## Wissenswertes
Hansen ist stark kurzsichtig, was auch zu einigen Unfällen führte. So schlug er Toshiaki Kawada einige Zähne aus und verletzte Big van Vader schwer am Auge. Außerdem gilt seine Kurzsichtigkeit als Grund für seine ungewollt extrem harten Clotheslines, wobei er nicht wie allgemein üblich nur mit ausgestrecktem Arm den Gegner anlief, sondern dabei den Arm nach vorne schlug. Dies sollte sichern, dass er auch wirklich seinen Gegner traf. Somit entstand eine neue Aktion, die man „The Lariat“ nannte und auch Stan Hansen bekam diesen Spitznamen.
1989 spielte Hansen im Wrestlingfilm No Holds Barred eine Nebenrolle namens Neanderthal.